# Ipothalia lumawigi
Ipothalia lumawigi là một loài bọ cánh cứng trong họ Cerambycidae.